# Cicciolina number one
Cicciolina number one è un film pornografico del 1986 diretto da Riccardo Schicchi.
Seconda pellicola hardcore con Ilona Staller, in arte Cicciolina, annovera nel cast anche Roberto Malone, famoso pornodivo negli anni ottanta. Il film utilizza molte riprese da spettacoli dal vivo dell'attrice ungherese in vari locali a luci rosse.

## Trama
Durante una di queste performance nel film intervengono degli attori vestiti da gendarmi, che arrestano e ammanettano Cicciolina portandola in questura, caratterizzata da una stanza con al muro affisse le pornostar ricercate, quali Moana Pozzi, Ramba e Cicciolina stessa. Il tutto si conclude con un'orgia tra fan, poliziotti e pornoattrici.

## Produzione
La scelta dell'inserimento dell'arresto della pornostar fa riferimento senz'altro all'irruzione della buoncostume al Cinema Espero di via Nomentana a Roma, che nel marzo del 1986 ospitava lo spettacolo Curve deliziose portato avanti dalle starlette di Diva Futura. Moana e Cicciolina vennero condannate dal tribunale di Roma a 7 mesi senza la condizionale.
Nel film Ilona assiste insieme ad altri attori alla performance di una collega con un cavallo nero chiamato Principe: non è quindi Cicciolina ad avere un rapporto con l'animale come a volte viene erroneamente riportato, ma l'attrice hard Denise Dior, nome d'arte di Paola De Simone, specializzata in quegli anni in scene di zoofilia. Nel novembre del 2008, nel corso di una intervista radiofonica, Ilona Staller ha comunque dichiarato che in realtà il rapporto zoofilo della collega sarebbe stato simulato.